# Austrotyphlops batillus
Austrotyphlops batillus là một loài rắn trong họ Typhlopidae. Loài này được Waite mô tả khoa học đầu tiên năm 1894.